# Комаровка (Изюмский район)
Комаровка (укр. Комарівка) — село, 
Комаровский сельский совет,
Изюмский район,
Харьковская область.
Код КОАТУУ — 6322885001. Население по переписи 2001 года составляет 512 (249/263 м/ж) человек.
Является административным центром Комаровского сельского совета, в который, кроме того, входит село
Николаевка.

## Географическое положение
Село Комаровка находится на берегу реки Бахтин (в основном на правом берегу), недалеко от её истоков.
На реке большая запруда.
Река течёт параллельно Оскольскому водохранилищу на расстоянии в 1 км.
Ниже по течению на расстоянии в 3 км расположено село Николаевка.
В 3-х км проходит автомобильная дорога Т-2109.

## История
- 1706 — дата основания [1].

## Экономика
- Молочно-товарная и свинотоварная фермы.
- Садовые участки.
- «Колос», сельскохозяйственное ООО.

## Объекты социальной сферы
- Школа.
- Клуб.

## Достопримечательности
- Братская могила советских воинов и памятный знак воинам-односельчанам. Похоронено 250 воинов.